# 施孟宏
施孟宏 （1922年—1994年），號簡文，中華民國公務員、書法家，為八儔書會創始成員之一。民國六十五年（1976）以作品「楷書、隸書屏聯」獲得中山文藝獎。於民國八十年（1991）出版〈施孟宏書法專集〉。

## 作品
部份作品入藏國立臺灣美術館及高雄市立美術館。